# Ischnus citus
Ischnus citus là một loài tò vò trong họ Ichneumonidae.